# ایلی استان
ایلی استان (رومانیایی: Ilie Stan؛ زادهٔ ۱۷ اکتبر ۱۹۶۷) مربی فوتبال اهل رومانی است.
از باشگاه‌هایی که در آن بازی کرده‌است می‌توان به استوا بخارست، استوا بخارست، باشگاه ورزشی لیماسول، تیم ملی فوتبال رومانی، و استوا بخارست اشاره کرد.
وی در مرداد سال 96 به عنوان مربی تمرین دهنده به کادر فنی فولاد خوزستان اضافه شد و در شهریور 97 پس از اخراج سیروس پورموسوی به عنوان سرمربی تیم فولاد خوزستان منصوب شد.